# Alojzy Novarese
Alojzy Novarese, wł. Luigi Novarese (ur. 29 lipca 1914 w osadzie Cascina Serniola niedaleko Casale Monferrato, zm. 20 lipca 1984 w Rocca Priora) – błogosławiony Kościoła katolickiego, włoski prezbiter katolicki, adwokat Roty Rzymskiej (1945), pracownik Urzędu do spraw Świętych w Sekretariacie Stanu Kurii Rzymskiej (1945–1965), Szambelan Nadzwyczajny Papieski (1952) i Domowy Prałat Papieski Jego Świątobliwości Piusa XII (1957), założyciel katolickich stowarzyszeń: "Kapłańskiej Ligi Maryjnej" (1943), "Ochotników Cierpienia" (1947), "Cichych Pracowników Krzyża" (1950) oraz "Braci i Sióstr Chorych" (1952).

## Życiorys
Urodził się w rodzinie chłopskiej, jako ostatnie z dziewięciorga dzieci Carla Giusta Novarese i Teresy Sassone. Dziewięć miesięcy po jego urodzeniu zmarł ojciec rodziny, pozostawiając trzydziestoletniej żonie ciężar wychowania i utrzymania gromadki dzieci i jako jedyny spadek – trochę uprawnej ziemi. Od dziecka wzrastał w pobożności maryjnej. Jego drogę wewnętrznego wzrostu w wierze chrześcijańskiej charakteryzowało stałe odniesienie do obecności i działania Matki Bożej. Na młodego Luigiego wpłynęły również postaci trzech wielkich świętych: św. Jana Bosko, św. Józefa Cottolengo i św. Ludwika Marii Grignion de Montfort.
Główną jednak rzeczywistością, jaka ukształtowała jego życie wiary i późniejsze wybory, była rzeczywistość cierpienia. W wiek 9 lat, wskutek nieszczęśliwego wypadku, zachorował na gruźlicę kości. Pomimo takiego stanu, udało mu się jednak ukończyć szkołę podstawową, gimnazjum i liceum. Choroba była przyczyną jego długich pobytów w szpitalach, w poszukiwaniu skutecznego wyleczenia. Zmaganie się z chorobą nie tylko pozwoliło mu doświadczyć trudu osoby chorej i zrozumieć osobiście, z jakimi problemami musi ona zmagać się, ale stało się swoistym przygotowaniem (formacją), zmuszającym do nieustannego szukania drogi nadającej sens i wartość ludzkiemu cierpieniu.
Dnia 17 maja 1931 roku został cudownie uzdrowiony za wstawiennictwem Matki Bożej Wspomożycielki i św. Jana Bosko. Po trzech nowennach, do której włączyła się młodzież z Oratorium Księży Salezjanów w Valdocco (Turyn), zamknęło się samorzutnie siedem otwartych wrzodów, ustąpił proces gruźliczy, a noga, która nie była już w stanie utrzymać ciężaru ciała, wzmocniła się i odzyskała swą normalność. Dzięki temu Luigi Novarese mógł kontynuować naukę i zapragnął poświęcić się służbie medycznej, poprzez którą niósłby pomoc i ulgę chorym. Śmierć matki w 1935 roku przyczyniła się jednak do podjęcia ostatecznego wyboru, jakim okazało się kapłaństwo. W powołaniu tym odkrył drogę niesienia radykalnego i ostatecznego wsparcia chorym.
Swoją kapłańską formację przeszedł w seminarium duchownym w Casale, gdzie 27 października 1935 roku przyjął obłóczyny. Dnia 17 grudnia 1938 roku, w bazylice św. Jana na Lateranie w Rzymie otrzymał święcenia kapłańskie. W 1939 roku, niemalże z początkiem II wojny światowej, otrzymał dyplom na Wydziale Świętej Teologii. W 1942 roku ukończył prawo kanoniczne na Akademii Gregoriańskiej, broniąc pracy na temat: "Wolność Kościoła u Cavoura i w Paktach Laterańskich". W 1945 roku zdobył dyplom Adwokata Roty Rzymskiej przy najwyższym trybunale papieskim Sacra Romana Rota. W latach 1942–1970 pełnił posługę w Sekretariacie Stanu Kurii Rzymskiej, w tym od 1 maja 1945 roku jako urzędnik do Spraw Świętych w Sekretariacie Stanu Kurii Rzymskiej. Przez 20 lat współpracował tam z Giovanim Battista Montinim – przyszłym papieżem Pawłem VI. Dnia 12 marca 1952 roku uzyskał tytuł Nadzwyczajnego Szambelana, a 17 października 1957 roku godność Domowego Prałata Papieskiego Jego Świątobliwości Piusa XII.
Dopiero w 1964 roku zaczynają się spełniać jego pragnienia wyniesione z czasu choroby. Wtedy to papież Jan XXIII powierza mu funkcję przewodniczącego Biura Duszpasterstwa Chorych przy Komisji Episkopatu Włoch, którą będzie pełnił do 1977 roku.
W maju 1943 z jego inicjatywy powstała "Maryjna Liga Kapłanów", niosąca pomoc kapłanom – chorym i zdrowym – w szerzeniu prawdziwego nabożeństwa do Najświętszej Maryi Panny. Jej inicjatywą stała się coroczna pielgrzymka kapłanów do Lourdes, połączona z rekolekcjami. Następnie, dnia 17 maja 1947 roku założył "Centrum Ochotników Cierpienia", które zostało uznane przez papieża Jana XXIII w Breve apostolskim "Valdae probandae" z dnia 24 listopada 1960 roku, jako stowarzyszenie zrzeszające chorych, którzy świadomi swoich obowiązków wynikających z chrztu, chcą aktywnie współuczestniczyć w życiu Kościoła, ofiarując własne cierpienie jako zadośćuczynienie za grzechy świata i jako narzędzie nawrócenia, prowadząc też działalność duszpasterską, apostolską względem innych braci i sióstr cierpiących. Z kolei w 1950 roku zaczęło ukazywać się czasopismo "Kotwica nadziei", która stała się bardzo skutecznym łącznikiem prałata Novarese z powiększającą się cały czas rzeszą potrzebujących wsparcia duchowego chorych. Z kolei 1 listopada 1950 roku powołał do życia stowarzyszenie "Cichych Pracowników Krzyża". Ostatnia rodzina, którą zrodziło serce ks. prałata Novarese w dniu 15 sierpnia 1952 roku w Lourdes byli "Bracia i Siostry Chorych". Powstała z zamysłem, aby stworzyć osobom zdrowym, otwartym na cierpienie drugiego człowieka, możliwość wspierania ludzi chorych.
Dnia 23 maja 1960 roku rozpoczął działalność pierwszy włoski ośrodek duszpasterstwa chorych – Dom Niepokalanego Serca Maryi w Re (Novara). Po nim zaczęły powstawać kolejne domy: w Rzymie, Ariano Irpino, Rocca Priora, Montichiari, Moncrivello, Arco, Meldoli, w Calambrone koło Pizy, w Serniola di Casale, jak również poza granicami Włoch: w Polsce (Głogów), Izraelu (Jerozolima), Portugalii (Fatima), Kamerunie (Mouda) i Kolumbii (Buenaventura) – w których dzięki posłudze Cichych Pracowników Krzyża tysiące wiernych znalazły gościnę oraz zaczęły odkrywać prawdziwy sens i wartość ludzkiego cierpienia i choroby.
Zmarł dnia 20 lipca 1984 roku w Domu "Matki Bożej Ozdoby Karmelu" (Regina Decor Carmeli) w Rocca Priora. Jego osoba i dzieło cieszyły się szczególnym szacunkiem i życzliwością papieży. Na wieść o śmierci prałata Novarese papież Jan Paweł II wydał okrzyk: "Śmierć księdza prałata Novarese to strata nie tylko dla Stowarzyszenia, ale dla całego Kościoła Powszechnego". Jego najbliższa współpracownica, współzałożycielka Cichych Pracowników Krzyża, s. Elwira Miriam Psorulla o jego śmierci napisała: "Jestem pewna, że Matka Boska przyszła, aby zabrać ze sobą swego ulubionego syna. Sama przyszła, osobiście! W przeciwnym razie niewytłumaczalny zostałby świetlany uśmiech, jaki drogi Ojciec miał na ustach tuż na chwilę, zanim uszło z niego życie. Uśmiech, który mu pozostał i potem, rozświetlając jego twarz: taki uśmiech mogła mieć tylko dusza zespolona z Bogiem!".

## Proces beatyfikacyjny
Dnia 21 listopada 1985 roku stowarzyszenie Cichych Pracowników Krzyża skierowało do kard. Ugo Poletti, ówczesnego wikariusza papieskiego dla Diecezji Rzymskiej, prośbę o wszczęcie procesu beatyfikacyjnego ks. Luigi Novarese. W dniu 26 kwietnia 1991 roku w Rocca Priora (Rzym) rozpoczął się etap diecezjalny procesu beatyfikacyjnego Sługi Bożego ks. prałata Luigi Novarese, który zakończył się 17 grudnia 2003 roku. Komisja historyczna zgromadziła w tym czasie materiał zajmujący ponad 1560 stron. W czasie procesu przesłuchano 93 świadków, w tym 7 kardynałów, 4 biskupów, 10 księży, 41 Cichych Pracowników Krzyża i członków "Centrum Ochotników Cierpienia" oraz 32 osoby świeckie. Wszystkie akta procesu zajmują 9 woluminów (1911 stron), ale cała dokumentacja jest o wiele szersza. Składa się z 50 woluminów. Wśród nich są pisma Sługi Bożego: medytacje, rozważania, modlitwy, listy, instrukcje, artykuły, korespondencja rodzinna, apostolska oraz dotycząca stowarzyszenia.
27 marca 2010 Benedykt XVI wydał dekret o heroiczności cnót sługi Bożego Luigi Novarese. Ostatnim etapem procesu beatyfikacyjnego Sługi Bożego Luigi Novarese, było zatwierdzenie cudu za Jego wstawiennictwem, którego Benedykt XVI dokonał 19 grudnia 2011 roku. W ten sposób zakończył się proces beatyfikacyjny. Ogłoszenie sługi Bożego Ks. prałata Luigi Novarese błogosławionym Kościoła (obrzęd beatyfikacji) nastąpiło 11 maja 2013 w rzymskiej bazylice św. Pawła za Murami.